# Bâtiments traditionnels Ashantis
Les bâtiments traditionnels Ashantis sont représentatifs de l'architecture des ashantis dont l'apogée date du XVIIIe siècle. Ils se trouvent au nord-est de Kumasi, au Ghana.
Les cases en bois, chaume et terre se détériorent à cause du climat.